# Nie ma mitu bez kitu
Nie ma mitu bez kitu (ang. Ripping Yarns, 1976–1979) – brytyjski serial komediowy stworzony przez Michaela Palina i Terry'ego Jonesa.
Jego światowa premiera odbyła się 7 stycznia 1976 roku na kanale BBC One. Ostatni odcinek został wyemitowany 24 października 1979 roku. W Polsce serial nadawany był dawniej na kanale TVP2.

## Spis odcinków
| N/o            | Tytuł angielski               |
| -------------- | ----------------------------- |
|                |                               |
| SERIA PIERWSZA |                               |
|                |                               |
| 01             | Tomkinson's Schooldays        |
|                |                               |
| 02             | The Testing of Eric Olthwaite |
|                |                               |
| 03             | Escape from Stalag Luft 112B  |
|                |                               |
| 04             | Murder at Moorstones Manor    |
|                |                               |
| 05             | TAcross the Andes by Frog     |
|                |                               |
| 06             | The Curse of the Claw         |
|                |                               |
| SERIA DRUGA    |                               |
|                |                               |
| 07             | Whinfrey's Last Case          |
|                |                               |
| 08             | Golden Gordon                 |
|                |                               |
| 09             | Roger of the Raj              |
|                |                               |